# Okorág
Okorág es un pueblo ubicado en el distrito de Sellye, en el condado de Baranya, Hungría.

## Superficie
Posee una superficie de 11,85 kilómetros cuadrados.

## Demografía
Hasta 2019 la población era de 154 habitantes, con una densidad de población de 13,0 habitantes por kilómetro cuadrado.